# Melonie Diaz

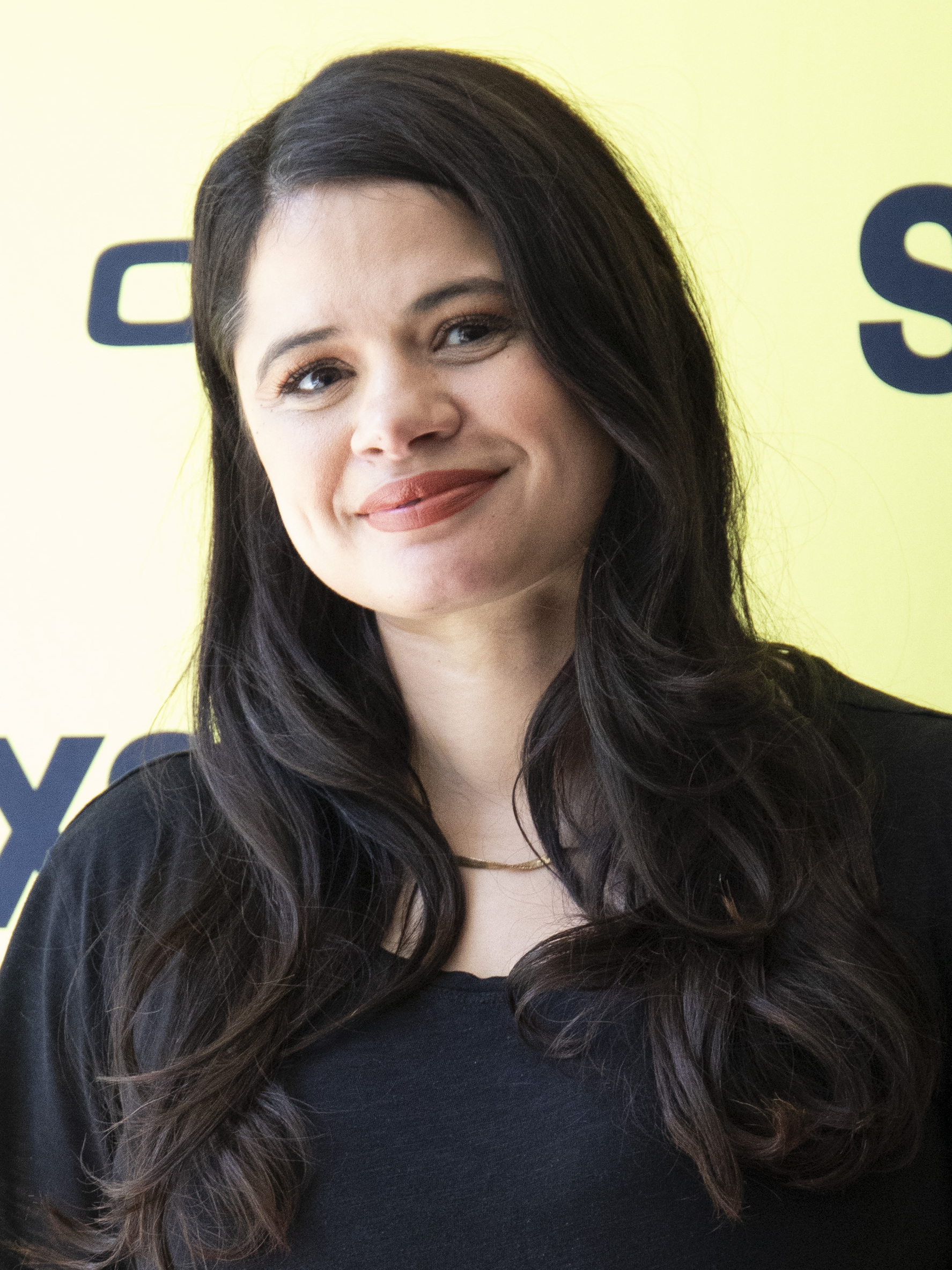
Melonie Diaz (2024)

Melonie Diaz (* 25. April 1984 in New York City, New York) ist eine US-amerikanische Schauspielerin puerto-ricanischer Abstammung.

## Leben
Diaz debütierte an der Seite von Denis Leary und Elizabeth Hurley in der Kriminalkomödie Double Whammy aus dem Jahr 2001. Im Filmdrama Sommer in New York (2002) übernahm sie eine der größeren Rollen. Die Nebenrolle im Filmdrama A Guide to Recognizing Your Saints (2006) brachte ihr bei den Independent Spirit Awards 2007 eine Nominierung ein. In der Komödie Itty Bitty Titty Committee (2007) übernahm sie die Hauptrolle der lesbischen High-School-Absolventin Anna; eine der Nebenrollen spielte in diesem Film Jenny Shimizu. Im Musikdrama Feel the Noise (2007) spielte Diaz neben Giancarlo Esposito eine der größeren Rollen.
2018 wurde sie in die Academy of Motion Picture Arts and Sciences berufen, die jährlich die Oscars vergibt.

## Filmografie (Auswahl)
- 2001: Double Trouble – Ein Cop auf Abwegen (Double Whammy)
- 2002: Sommer in New York (Raising Victor Vargas)
- 2005: Dogtown Boys (Lords of Dogtown)
- 2006: Kids – In den Straßen New Yorks (A Guide to Recognizing Your Saints)
- 2007: Itty Bitty Titty Committee
- 2007: Feel the Noise
- 2007: The Beautiful Ordinary (Remember the Daze)
- 2008: Abgedreht (Be Kind Rewind)
- 2008: Lange Beine, kurze Lügen und ein Fünkchen Wahrheit … (Assassination of a High School President)
- 2008: Hamlet 2
- 2008: American Son
- 2008: I’ll Come Running
- 2008: Nothing Like the Holidays
- 2011: Person of Interest (Folge 1x10 Number Crunch)
- 2012: She Wants Me
- 2013: Nächster Halt: Fruitvale Station (Fruitvale Station)
- 2014: Cobbler – Der Schuhmagier (The Cobbler)
- 2014: X/Y
- 2016: Ghost Team
- 2016: Das Belko Experiment (The Belko Experiment)
- 2017: The Breaks (Fernsehserie, sieben Folgen)
- 2017: And Then I Go
- 2017: Room 104 (Fernsehserie, Folge 1x01)
- 2017: Elementary (Fernsehserie, Folge 5x24)
- 2018: Gringo
- 2018: The First Purge
- 2018–2022: Charmed (Fernsehserie, 72 Folgen)
- 2024: Cold Wallet